# بخش دارجیلینگ
بخش دارجیلینگ (به انگلیسی: Darjeeling district) یک منطقهٔ مسکونی در هند است که در بخش جالپایگوری واقع شده‌است. بخش دارجیلینگ ۲٬۰۹۲٫۵ کیلومتر مربع مساحت و ۱٬۸۴۶٬۸۲۳ نفر جمعیت دارد.